# 肯特·赫貝克
肯特·艾蘭·赫貝克（英語：Kent Alan Hrbek，1960年5月21日—），為前美國職棒大聯盟的一壘手，他生涯皆效力於明尼蘇達雙城。前雙城投手吉姆·卡特曾說赫貝克是他遇過防守能力最好的一壘手，不過赫貝克整個職業生涯都沒拿過金手套獎。

## 職業生涯
1978年美國職棒大聯盟選秀，赫貝克在第17輪被雙城選中。1981年8月24日，赫貝克登上大聯盟，並在第12局敲出致勝轟。
1982年，赫貝克繳出3成01的打擊率，並敲出23轟與92分打點。最後他在新人王票選上拿下第二，僅次於金鶯的小卡爾·瑞普肯，並入選生涯唯一一次明星賽。當時雙城面臨重建期，因此整季僅拿下60勝102敗。1983年，他繳出2成97的打擊率，並敲出16轟與84分打點。隔年他繳出3成11的打擊率，並敲出27轟與107分打點，寫下生涯最佳單季成績。當時雙城一度以81勝75敗在美聯西區名列第二，只落後第一名0.5場勝差，可惜最後球隊吞下6連敗，落在分區第二。最後赫貝克在MVP票選上拿下第二，僅次於威利·赫南德茲。
1987年，赫貝克敲出生涯最多的單季34轟，幫助球隊拿下美聯西區冠軍。儘管他在世界大賽僅繳出2成08的打擊率，但他在第六場敲出致勝滿貫砲，是幫助球隊最終奪冠的關鍵。
1991年，赫貝克繳出2成84的打擊率，並敲出20轟與89分打點。球隊從前一年墊底直接躍升晉級到世界大賽，為大聯盟頭一遭。赫貝克只在第一場開轟，不過他在第七場的8局上，於滿壘情況下完成關鍵雙殺，幫助球隊力保不失。
1987年和1991年雙城都奪下世界大賽冠軍，赫貝克在這兩年的世界大賽打擊率只有1成54，但他屢屢在關鍵時刻建功。而他也是雙城唯七位兩度幫雙城奪冠的球員之一。

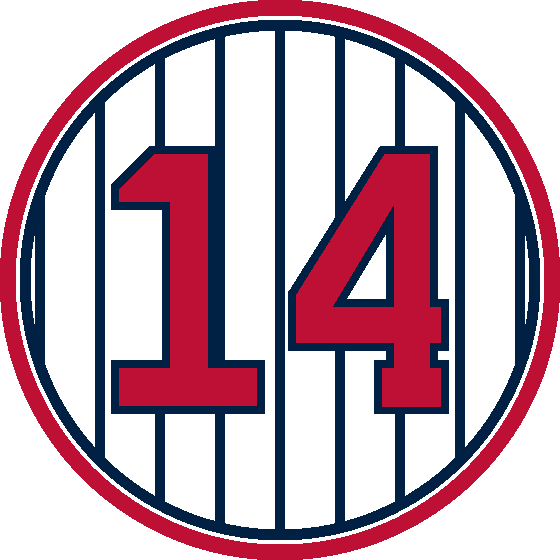
1996年，雙城隊將赫貝克的14號球衣退休。

後來赫貝克因常常受傷，於是他在1944年大罷工之後宣布退休。1995年，球隊將他的14號球衣永久退休。1996年，他入選明尼蘇達運動名人堂。2000年，雙城隊設立隊內名人堂，赫貝克也成為首批入選者之一。

## 生涯成績
| 出賽次數 | 打席 | 打數 | 得分 | 安打 | 二安 | 三安 | 全壘打 | 打點 | 盜壘 | 保送 | 三振 | 打擊率 | 上壘率 | 長打率 | OPS  |
| -------- | ---- | ---- | ---- | ---- | ---- | ---- | ------ | ---- | ---- | ---- | ---- | ------ | ------ | ------ | ---- |
| 1747     | 7137 | 6192 | 903  | 1749 | 312  | 18   | 293    | 1086 | 37   | 838  | 798  | .282   | .367   | .481   | .848 |

## 個人生活
赫貝克與第一任妻子育有一女，後來兩人在2018年離婚。而赫貝克在2024年10月再婚。

## 外部連結
- 球員資訊和成績在MLB，ESPN，Retrosheet ，Baseball Reference ，Fangraphs ，The Baseball Cube （英文）
- 肯特·赫貝克在台灣棒球維基館上的頁面（繁體中文）